# Byggeforeningshusene ved Sverrigsgade
Byggeforeningshusene ved Sverrigsgade er 33 huse på Amager. De blev tegnet af Henrik Steffens Sibbern som de første almene byggeforeningshuse i København. De 33 huse er fordelt med 6 huse på Brigadevej, to i Finlandsgade og de resterende 25 i Sverrigsgade.
De 33 huse er opført i perioden fra 1867 til 1871. Husene var de første i en lang række af byggeforeningshuse som blev bygget af Arbejdernes Byggeforening.
Husene blev oprindeligt bygget som tofamilieshuse, men bliver i dag oftest brugt som enfamilieshuse. Husene blev oprindeligt tiltænkt arbejderne i København, men salgspriserne på husene er i vore dage i den høje ende for de fleste arbejdere. I tabellen nederst på siden kan man se hvorledes købesummen er steget markant inden for de seneste år.

## Historie
Fabrikant L.P. Holmblad overdrog i 1867 byggegrunden til Arbejdernes Byggeforening, som derpå valgte arkitekt Sibbern til at forestå arbejdet med opførelsen af byggeriet af en række byhuse til arbejderfamilier. Husene fik haver i forskellige former og størrelser på grund af den samlede byggegrunds specielle facon.
Kvarteret blev mindre kendt i den store offentlighed end flere andre af de tilsvarende boliger, som Arbejdernes Byggeforening senere stod for, som eksempelvis Kartoffelrækkerne på Østerbro og Byggeforeningshusene ved Nyboder. I 1980'erne var mange af husene nedslidte, og det blev overvejet, om de alle skulle rives ned. Årtiet efter blev de dog erklæret bevaringsværdige.

### 15 sekunders berømmelse
Byggeforeningshusene har optrådt i to kendte film: Midt om natten og Harry og Kammertjeneren. I den officielle trailer for Midt om natten, kan man se hvordan politiet kommer kørende gennem Sverrigsgade for at smide Spacy, Arnold og Benny på gaden. I Harry og Kammertjeneren ses der kun et ganske lille glimt af husene.

## Bevaringsværdi 3-5
Husene i Sverrigsgadekvarteret adskiller sig fra de fleste andre byggeforeningshuse i København, idet 150 års renoveringer har resulteret i et mere varieret udtryk i kvarteret – husene har ikke længere gule murstensfacder og skifertag, men i stedet kulørte facader kombineret med en blanding af skifertag og røde tegltag.
Dette skyldes til dels at de to lokalplaner for området tillader at man lægger røde tegltag på husene.
28 af husene er i dag klassificerede som bevaringsværdige med en bevaringsværdi på 3 eller 4. Dette vil ifølge Slots- og Kulturstyrelsen sige at husene i kraft af deres arkitektur, kulturhistorie og håndværksmæssige udførelse er fremtrædende eksempler inden for deres slags. De resterende fem har kun en bevaringsværdi på 5.
I tabellen herunder ses information fra Slots- og Kulturstyrelsens database over fredede og bevaringsværdige bygninger.

## Geografisk afgrænsning og arealer
De 33 huse dækker tilsammen et område på 6999 m2, svarende til gennemsnitligt 212 m2 per ejendom. Dette relativt store område skyldes de private haver som ligger i tilknytning til husene. Grundene har vidt forskellige størrelser og spænder fra 118 m2 for den mindste til 384 m2 for den største. I tabellen herunder ses alle de 33 grundes størrelser. Data kommer fra matrikelkortet.
Størrelsen på husene er også forskellige. Dette skyldes til dels tilbygninger som er tilføjet gennem tiden, forskellig udnyttelse af tagetagerne samt at husene oprindeligt blev opført i forskellige størrelser. I tabellen ses husenes størrelser fra bbr. De to mindste er på 100 m2 og det største er på 159 m2. (Hvis man ser bort fra Sverrigsgade 47A, på 205 m2, der er delt i to lejligheder)

## Tabel med detaljerede informationer
I denne tabel er der samlet informationer om de 33 huse, så man nemmere kan se de små forskelle mellem dem.
| Adresse          | Matrikelnummer | Grundstørrelse | Bevaringsværdi | Samlede boligareal | Seneste salg | Salgspris  |
| ---------------- | -------------- | -------------- | -------------- | ------------------ | ------------ | ---------- |
| Brigadevej 34    | 25bh           | 163 m2         | 3              | 135                | 2001         | 1.355.696  |
| Brigadevej 36    | 25bi           | 158 m2         | 3              | 129                | 2005         | 3.700.000  |
| Brigadevej 38    | 25bk           | 158 m2         | 3              | 110                |              |            |
| Brigadevej 40    | 25bl           | 158 m2         | 3              | 128                | 2012         | 4.095.000  |
| Brigadevej 42    | 25bm           | 158 m2         | 3              | 128                | 2004         | 2.695.000  |
| Brigadevej 44    | 25bn           | 162 m2         | 3              | 135                | 2002         | 2.125.000  |
| Finlandsgade 2   | 25bo           | 165 m2         | 3              | 141                | 2023         | 7.200.000  |
| Finlandsgade 4   | 25bp           | 230 m2         | 3              | 147                | 2018         | 5.500.000  |
| Sverrigsgade 17  | 25k            | 193 m2         | 3              | 146                | 2020         | 8.887.000  |
| Sverrigsgade 19  | 25n            | 185 m2         | 3              | 146                |              |            |
| Sverrigsgade 21  | 25o            | 186 m2         | 3              | 145                | 2013         | 4.900.000  |
| Sverrigsgade 23  | 25bc           | 185 m2         | 3              | 145                |              |            |
| Sverrigsgade 25  | 25bd           | 190 m2         | 3              | 156                | 2019         | 7.000.007  |
| Sverrigsgade 27  | 25be           | 159 m2         | 3              | 159                | 1996         | 453.220    |
| Sverrigsgade 29  | 25bf           | 159 m2         | 3              | 155                | 2013         | 4.895.000  |
| Sverrigsgade 31  | 25bg           | 358 m2         | 3              | 157                | 2024         | 10.995.000 |
| Sverrigsgade 33  | 25br           | 232 m2         | 4              | 100                | 2017         | 5.995.000  |
| Sverrigsgade 35  | 25bq           | 164 m2         | 3              | 100                | 2021         | 8.000.000  |
| Sverrigsgade 37  | 25q            | 185 m2         | 3              | 118                | 2016         | 5.500.000  |
| Sverrigsgade 39  | 25r            | 236 m2         | 5              | 127                | 2012         | 4.050.000  |
| Sverrigsgade 41  | 25s            | 124 m2         | 3              | 116                | 2022         | 8.600.000  |
| Sverrigsgade 43  | 25t + 25cu     | 132 + 67 m2    | 3              | 113                | 2001         | 1.850.000  |
| Sverrigsgade 45  | 25u            | 128 m2         | 3              | 114                | 2020         | 7.445.000  |
| Sverrigsgade 47  | 25cb           | 215 m2         | 4              | 111                | 2023         | 8.035.000  |
| Sverrigsgade 47a | 25cc           | 118 m2         | 3              | 76+129             |              |            |
| Sverrigsgade 49  | 25cd           | 197 m2         | 5              | 116                |              |            |
| Sverrigsgade 51  | 25ce           | 313 m2         | 4              | 118                | 2021         | 5.275.000  |
| Sverrigsgade 53  | 25cf           | 341 m2         | 3              | 115                | 2023         | 8.400.000  |
| Sverrigsgade 55  | 25cg           | 319 m2         | 3              | 114                |              |            |
| Sverrigsgade 57  | 25ch           | 299 m2         | 5              | 111                | 2021         | 7.500.000  |
| Sverrigsgade 59  | 25ci           | 278 m2         | 3              | 108                | 2003         | 2.390.000  |
| Sverrigsgade 61  | 25ck           | 300 m2         | 3              | 122                |              |            |
| Sverrigsgade 63  | 25cl           | 384 m2         | 5              | 133                | 2009         | 1.850.000  |